# Crash Bandicoot Fusion és Spyro Fusion
A Crash Bandicoot Fusion és a Spyro Fusion platformjátékok, melyeket a Vicarious Visions fejlesztett és a Vivendi Universal Games jelentetett meg. Észak-Amerikában 2004. június 3-án jelentek meg Crash Bandicoot Purple: Ripto’s Rampage és Spyro Orange: The Cortex Conspiracy címmel, míg Európában 2004. június 25-én, kizárólag Game Boy Advance kézikonzolra.
A játékok a Crash Bandicoot videójáték-sorozat tizedik, illetve a Spyro sorozat nyolcadik tagjai. Mindkét sorozatnak ezen a játékok voltak a negyedik Game Boy Advance platformra megjelent tagja. A Fusion crossover, amely a sorozatok a platformra korábban megjelent címei után játszódik. A történet központi cselekményszálában Doctor Neo Cortex és Ripto egyesült erővel az univerzum pusztításába kezd. A történet főhőseinek, Crash Bandicootnak és Spyro, a sárkánynak közös erővel le kell győznie Doctor Cortexet és Riptót, illetve a genetikailag módosított alattvalóikat.